# Robinsonia flavomarginata
Robinsonia flavomarginata är en fjärilsart som beskrevs av Herbert Druce 1899. Robinsonia flavomarginata ingår i släktet Robinsonia och familjen björnspinnare. Inga underarter finns listade.